# Aram Khachaturian
Aram Ilyich Khachaturian (tiếng Armenia: Արամ Խաչատրյան; tiếng Nga: Ара́м Ильи́ч Хачатуря́н, 1903-1978) là nhà soạn nhạc người Armenia-Liên Xô. Ông đã để lại tác phẩm nổi tiếng: vũ kịch Spartacus, vũ khúc Múa kiếm. Ông là một trong những gương mặt quan trọng của nền âm nhạc Liên Xô thế kỉ XX. Ông được phong hàm giáo sư âm nhạc năm 1950, danh hiệu Anh hùng Lao động XHCN (1973), được trao tặng Huân chương Lenin (các năm 1939, 1963, 1973)...

## Cuộc đời và sự nghiệp
Aram Khachturian sinh ra trong gia đình có bố là một nông dân và là một người thợ đóng sách. Từ nhỏ, Khachaturian rất yêu âm nhạc, nhưng đã 19 tuổi rồi mà ông vẫn chưa hề biết đến một nốt nhạc nào cả, chưa hề đến rạp hát và cũng như chưa hề nghe nhạc giao hưởng. Nhưng may mắn thay, những nền dân ca phong phú, đặc biệt là các bài dân ca thành thị đã bù đắp cho nhà soạn nhạc tương lai sự thiếu sót này. Năm 1921, Khachaturian đến thủ đô Moskva đề học khoa toán lý của tường đại học rồi theo lớp học violin ở trường trung cấp âm nhạc Gnessin. Nhờ có năng khiếu về âm nhạc, ông được hướng dẫn thêm về môn sáng tác. Sau tốt nghiệp trung cấp, ông vào Nhạc viện Moskva, học thầy Miaskovsky và Valissenko. Những tác phẩm đầu tiên trong đời đã được sáng tác trong thời kì này như tam tấu cho piano, clarinet và cello. Các tác phẩm này được Sergei Sergeyevich Prokofiev, một nhà soạn nhạc có tiếng của Nga-Liên Xô lúc bấy giờ, đề ý đến và giới thiệu tại Paris. Tiếp bước các tác phẩm đó là bản giao hưởng số 1, tác phẩm tốt nghiệp của Khachaturian. Nó được trình diễn lần đầu tiên rất thành công. Đó là vào tháng 4 năm 1936. Nhưng bản concerto số 1 dành cho piano và dàn nhạc được trình diễn cùng năm đó còn trên cả thành công. Năm 1950, Aram Khachaturian bắt đầu đi giảng dạy tại Học viện Gnessin và chính ngôi trường cũ, Nhạc viện Moskva. Đông thời, ông còn chỉ huy dàn nhạc giới thiệu các tác phẩm cua chính mình. Ông sang Ý, Anh, các nước Mỹ Latin... để làm việc đó. Chiến tranh thê giới thứ hai bùng nổ, bên cạnh các tác phẩm quy mô lớn, ông dành thời gian để sáng tác ca khúc, hành khúc chiến binh và âm nhạc cho sân khấu(thuộc thể loại này phải kể tới nhạc cho vở Chuông đồng hồ điện Kremli của N. Pogodin). Năm 1942, nhà soạn nhạc Xô viết này bắt đầu viết vũ kịch Gayane. Sau chiến tranh, Khachaturian viết bản concerto cho cello và dàn nhạc, giao hưởng thơ Ngày hội và một số tác phẩm khác. Vũ kịch Spartacus, một trong những tác phẩm được sáng tác trong giai đoạn này, được dư luận đánh giá rất cao, coi đó là một kiệt tác. Với tác phẩm nổi tiếng nay, năm 1959, Aram Khachaturian vinh dự nhận giải thưởng Lenin. Danh tiếng của ông lan khắp châu Âu nhờ bản concerto cho piano, cho violin và vũ khúc Múa kiếm, tổ khúc nổi tiếng nhất dựa trên vở ballet Gayane. Ngoài sáng tác, Nhạc sĩ người Liên Xô còn là một nhạc trưởng và là một nhà giáo dục âm nhạc.

## Phong cách sáng tác
Âm nhạc của Aram Khachaturian phong phú về màu sắc, kết hợp được tính độc đáo của riêng ông với âm hưởng và tiết tấu của nghệ thuật dân gian Armenie (một phần với âm nhạc dân gian của các dân tộc khác vùng Kavkaz và ngoại Kavkaz), có sức sống mãnh liệt và trí tưởng tượng sáng tạo phong phú.

## Các tác phẩm
Các vở ballet (vũ khúc) Hạnh phúc(1939), Gayane (1942-1957), Spartacus (1954-1956), 3 giao hưởng (1934, 1943, 1947), 3 tổ khúc dựa trên nhạc của Gayane (1943), tổ khúc dựa trên nhạc phim Cuộc chiến ở Stalingrad (1949), 3 tổ khúc dựa trên nhạc của vở Spartacus (1949) và rất nhiều tác phẩm dành cho dàn nhạc, những bản concerto cho piano, violin, cello và dàn nhạc, những hòa tấu thính phòng gồm tứ tấu, tam tấu, sonata cho violin và piano, những tác phẩm cho phim,...